# Sjukölad mudderräka
Sjukölad mudderräka (Sabinea sarsii) är en kräftdjursart som beskrevs av Sidney Irving Smith 1879. Sabinea sarsii ingår i släktet Sabinea och familjen Crangonidae. Arten är reproducerande i Sverige. Inga underarter finns listade i Catalogue of Life.
Den räkan finns endast i Nordatlanten på djup mellan 48 och 710 m.

## Island
Räkan förekommer i isländska vatten och heter litli þvari på isländska, ungefär ”liten genomborrare”.
På Island har den hittats nästan uteslutande i den norra delen av landet, men den har även påträffats i Breiðafjörður på västra delen av landet och en gång på södra Island. Den observeras huvudsakligen i födoregister, men har också identifierats från trålar och nät. Den hittats från ett djup av 75 m ner till ett djup av 406 m vid temperaturer från -0,1 °C till 6,7 °C.